# L'Alcúdia
L'Alcúdia är en ort i Spanien.   Den ligger i provinsen Província de València och regionen Valencia, i den östra delen av landet, 300 km sydost om huvudstaden Madrid. L'Alcúdia ligger 43 meter över havet och antalet invånare är 11 378.
Terrängen runt L'Alcúdia är huvudsakligen platt, men västerut är den kuperad.Runt L'Alcúdia är det tätbefolkat, med 343 invånare per kvadratkilometer. Närmaste större samhälle är Alzira, 8,1 km sydost om L'Alcúdia. Trakten runt L'Alcúdia består till största delen av jordbruksmark.